# Blocausse

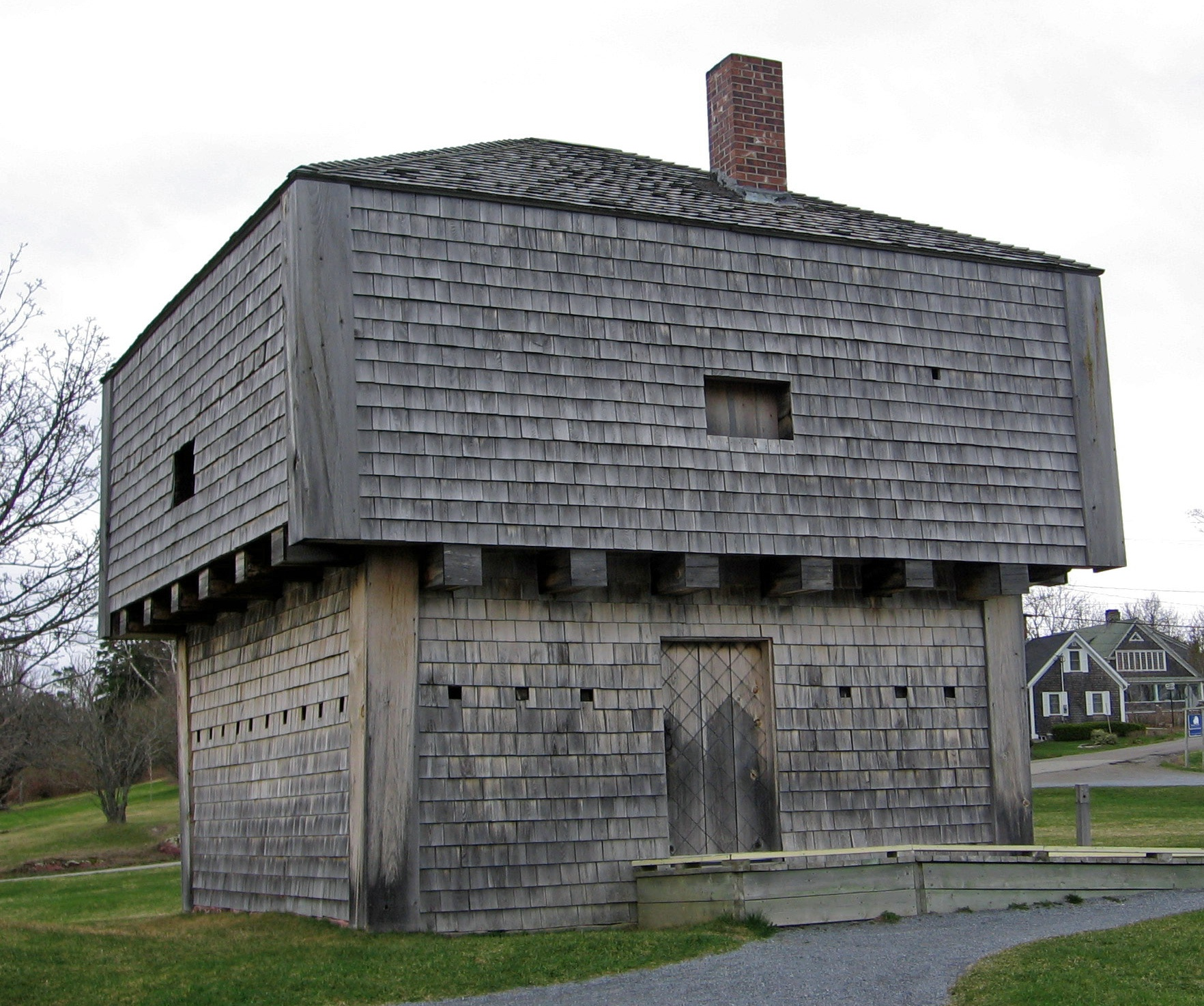
Blocausse em madeira do século XIX, em Saint Andrews, Canadá.

Em arquitetura militar, um blocausse (do Inglês blockhouse através do alemão Blockhaus, significando "casa de troncos") é um pequeno fortim isolado, formando um único edifício, construído originalmente com troncos de madeira e, mais tarde, em betão/concreto. Destina-se a servir de reduto defensivo contra um inimigo que não possua artilharia. Uma fortificação semelhante capaz de resistir à artilharia seria, mais propriamente, classificada como "casamata".

## Blocausses em madeira e alvenaria

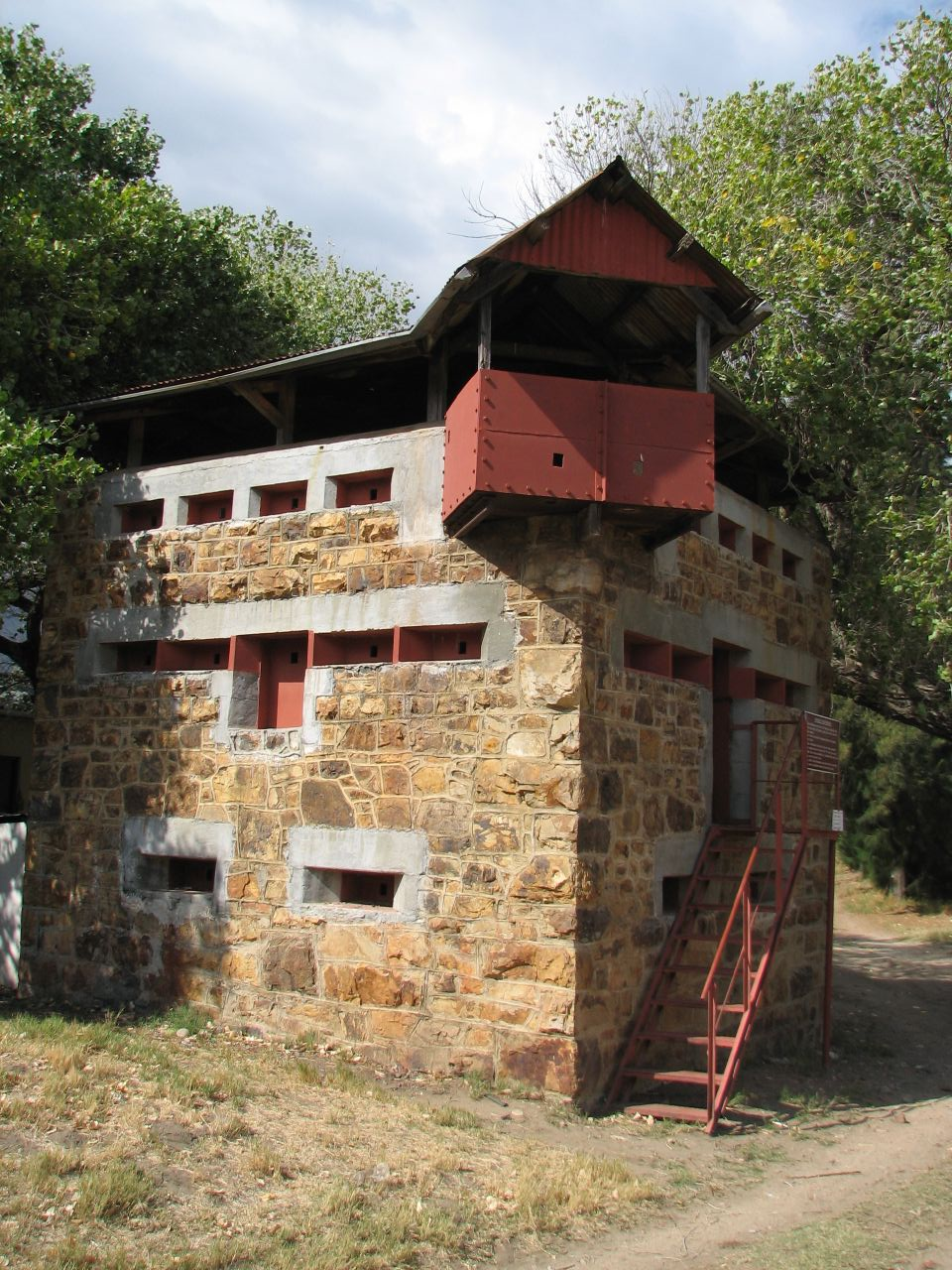
Blocausse de ferro e alvenaria do início do século XX, perto de Wolseley, África do Sul.

Os blocausses foram as fortificações típicas construídas pelos colonizadores europeus - sobretudo pelos Britânicos - para defesa de pontos vitais contra ataques indígenas, na América do Norte e em outros territórios coloniais com caraterísticas semelhantes. Uma vez que os indígenas não dispunham de artilharia, para lhes fazer frente, não eram necessárias as fortalezas abaluartadas construídas na Europa.
Tradicionalmente, os blocausses da América do Norte eram construídos com troncos de madeira maciça, colocados à maneira de uma cabana de madeira. No entanto, sempre que havia pedra apropriada disponível, a construção era feita em alvenaria. Normalmente, eram construídos com dois ou três pisos - todos eles dispondo de seteiras -, sobre o último dos quais assentava um telhado. O piso superior, normalmente, projetava-se para fora em relação aos debaixo, para que os seus ocupantes pudessem disparar sobre os inimigos que estivessem a atacar os pisos inferiores ou deitar água sobre eventuais fogos que ocorressem. Quando o blocausse era construído com um único piso, as suas seteiras eram colocadas junto ao teto para não serem facilmente acessíveis aos atacantes. Neste caso eram colocadas banquetas no interior para os defensores poderem disparar através das seteiras.
O acesso a um blocausse fazia-se, normalmente, através de uma porta robusta, situada ao nível do solo. A maioria dos blocausses era de planta quadrada, mas alguns, mais elaborados, apresentavam plantas hexagonais ou octagonais, de modo a permitirem o tiro em todo o perímetro. Muitas vezes, os blocausses tornaram-se na base de fortes completos, através da construção de uma paliçada com o blocausse num canto e uma torre no canto oposto.
Além dos construídos para defesa contra os indígenas, os Britânicos, voltaram a construir blocausses na África do Sul, durante a Guerra dos Boers. Estes blocausses destinavam-se a defender vias de comunicação e pontos estratégicos contra os ataques de guerrilha dos Boers. A maioria deles, constituía uma estrutura provisória construída com chapas de ferro ondulado. No entanto, várias centenas de blocausses forma construídos como sólidas estruturas de alvenaria.

## Blocausses em betão

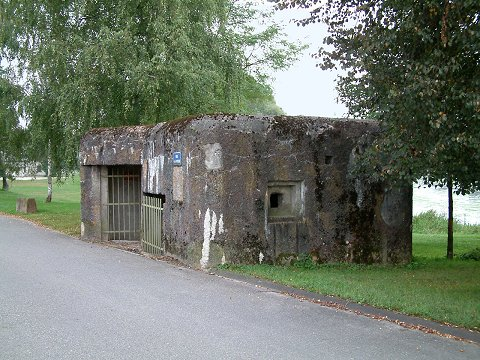
Blocausse de betão da Linha Maginot, Auenheim, França.

Durante a Primeira Guerra Mundial, os Alemães começaram a construir pequenas fortificações, protegidas por grossos troncos de madeira, ao longo das suas trincheiras, às quais chamaram "blockhaus". Essas fortificações passaram, depois, a ser construídas em betão. A designação foi depois adoptada também pelos aliados, tornando-se sinónimo de uma pequena fortificação capaz de resistir apenas a tiros de armas ligeiras, construída, normalmente, acima do nível do solo.
No período de entreguerras vários sistemas fortificados como a Linha Maginot e as defesas de fronteira da Checoslováquia, incluíram inúmeros blocausses.
Durante a Segunda Guerra Mundial, também foram empregues blocausses nas defesas britânicas anti-invasão e na Muralha do Atlântico.
Hoje em dia, são utilizados blocausses pelas forças da coligação que combatem os Talibã no Afeganistão.